# Brockum
Brockum (Plattdeutsch: Broubm) ist eine Gemeinde der Samtgemeinde Altes Amt Lemförde (Verwaltungssitz in Lemförde) im Landkreis Diepholz in Niedersachsen.

## Geografie

### Geografische Lage
Brockum liegt zwischen Osnabrück und Bremen im Naturpark Dümmer. Es befindet sich rund 3 km östlich von Lemförde und unweit nördlich des Stemweder Bergs. Im Mittel 7 km nordwestlich der Ortschaft breitet sich der See Dümmer aus.

## Geschichte

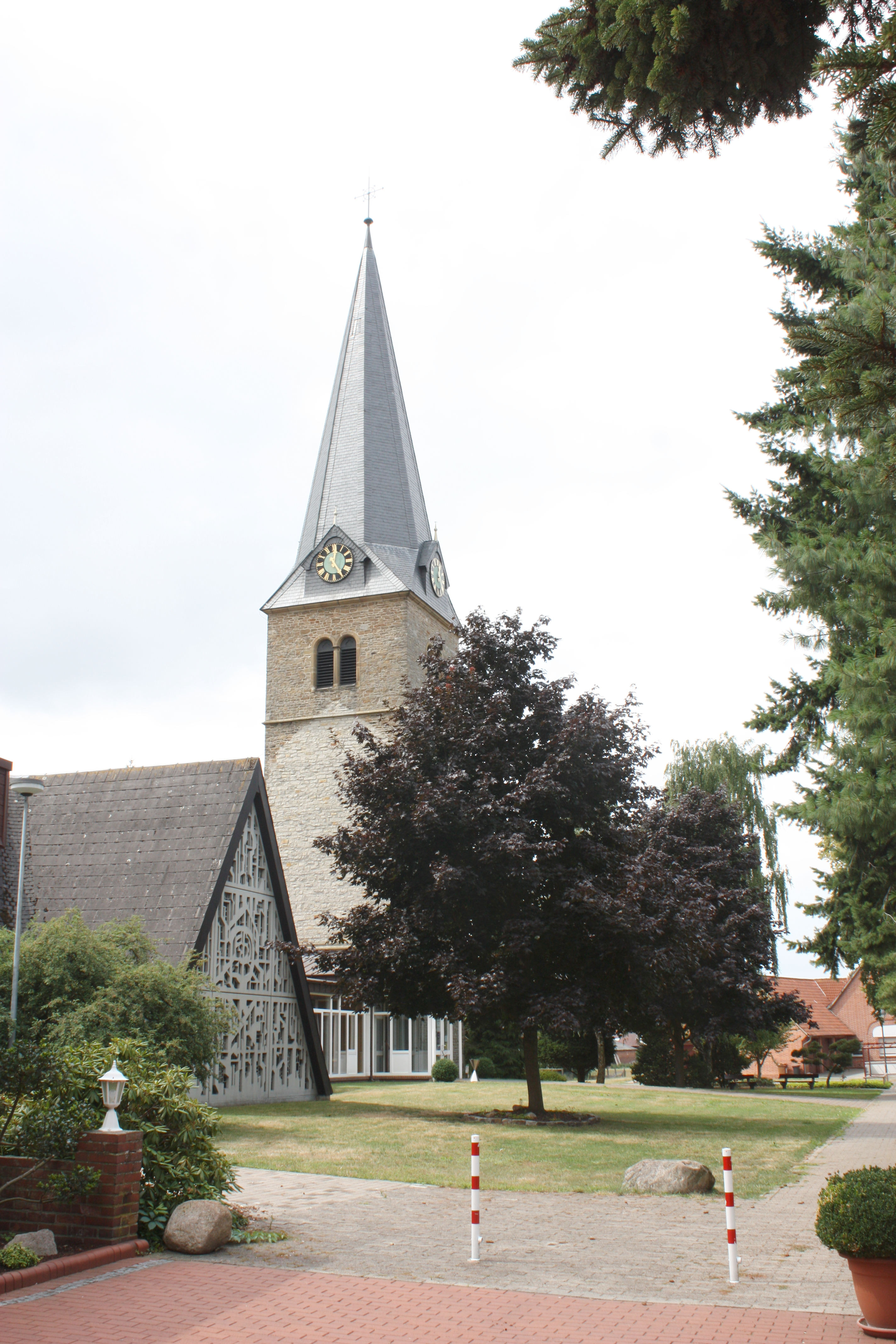
Brockumer Kirche

In den Quellen wird Brockum 969 als Bruochem, 1243 als Brochem und 1247 als Bruchem, die „Siedlung am Bruch“, erwähnt und war wohl eine fränkische Ausbausiedlung.
Schon in früher Neuzeit hob sich Brockum durch seinen Jahrmarkt, zwei Windmühlen und eine Zollstätte von den Nachbardörfern ab. Außerdem gab es eine Kapelle mit dem hochmittelalterlichen Marien-, Simon- und Judas-Patronzinium, deren Friedhof um 1460 als „sehr alt“ galt.
Eine eigene Pfarrei wurde 1661 (55?) von Dielingen abgespalten – die heutige Kirche, 1833 nach einem Entwurf des Konsistorialbaumeisters Friedrich August Ludwig Hellner errichtet. 1894 wurde ein Westturm von Bungenstock an den bestehenden Bau angebaut, der nach dem 1971 erfolgten Abbruch der Kirche erhalten blieb.
1673 wurde für den Rittmeister von Glaen aus einem Halbmeierhof ein landtagsfähiges Gut geschaffen. Das Schmuttesche Gutshaus wurde 1815/20 nach Lemförde umgesetzt und zur Löwenapotheke ausgebaut.
1822 wurde das Dorf Brockum von einer Feuersbrunst betroffen. Die Spendenbereitschaft der Bevölkerung war gefragt. Im „Zelleschen Anzeiger nebst Beiträgen“ vom 2. und 5. Oktober 1822 beispielsweise präsentierte der Celler Stadtphysiker Friedrich Ludwig Andreas Koeler erste Sammelergebnisse für die dortigen Abgebrannten, die er an das Amt Lemförde abgegeben habe.
Wie in anderen, ähnlich gelagerten Fällen (z. B. Bassum, „die klugen Maaser“, Rehburg) hat die Sonderstellung dazu geführt, dass man die Brockumer als Schildbürger verspottete (Heinrich Strangmeiers 1952 aufgezeichnete „Dannenbrook-Geschichten“).

Der Brockumer Markt war seit alters ein Kram- und Pferdemarkt, ursprünglich Kirchmesse, und wurde am Dienstag nach Simon und Juda (28. Oktober) abgehalten. Erstmals 1558 als freimarkt und 1573 als kermisse erwähnt.

## Politik

### Gemeinderat
Der Rat der Gemeinde Brockum setzt sich aus 11 Ratsfrauen und Ratsherren zusammen.
| Wahljahr | Wählergemeinschaft | Gesamt   |
| 2021     | 11                 | 11 Sitze |
| 2016     | 11                 | 11 Sitze |
| 2011     | 11                 | 11 Sitze |

Stand: Kommunalwahl am 12. September 2021

### Bürgermeister
- 1866–1884 Friedrich Goeert
- 1884–1896 Friedrich Schröder
- 1896–1919 Friedrich Gräber
- 1919–1952 Heinrich Wiegmann
- 1952–1969 Gustav Wendt
- 1969–1978 Friedrich Lohmeyer
- 1978–1996 Hermann Schnittker
- 1996–2011 Ingrid Thrien
- 2011–2025 Marco Lampe
- seit 2025 Daniel Kütenbrink[5]

## Kultur und Sehenswürdigkeiten

### Bauwerke
In der Liste der Baudenkmale in Brockum sind zwei Baudenkmale aufgeführt:
- der Kirchturm der Brockumer Kirche
- das Wohn-/Wirtschaftsgebäude Butzendorfer Weg 9/11

### Sportverein
Der TSV Brockum von 1921 e. V. verfügt über bietet verschiedene Sparten. Sie nehmen mit ihren Jugend- und Seniorenmannschaften an Turnieren und Meisterschaftsrunden teil.
Auf der Sportanlage fand von 1987 bis 2019 jährlich ein internationales D-Jugendturnier statt. In die Siegerliste trugen sich unter anderem die Mannschaften von Fortuna Düsseldorf, FC Schalke 04, Hannover 96, FC St. Pauli, Arminia Bielefeld, BK Skjold Kopenhagen (DK), RV & AV Overmaas (NL) und VfL Osnabrück ein. 2019 wurde das Turnier aufgrund der schwierigeren Situation bei der Akkreditierung der Mannschaften eingestellt.

### Schützenverein
Der Schützenverein Brockum von 1912 e. V. hat seinen Sitz in der Schützenhalle auf dem Marktplatz. Der Verein richtet jedes Jahr am Pfingstwochenende das Schützenfest aus. 
Die Jugendschießgruppe nimmt zahl- und erfolgreich an vielen Wettkämpfen auf Kreis- und Bezirksebene teil.

### Weitere Vereine und Gruppen
- Freiwillige Feuerwehr,
- Männer-Gesangverein seit 1900 e. V.,
- Angelsportverein Brockum,
- Posaunenchor Brockum,
- Sozialverband Deutschland e. V. – Ortsverband Brockum,
- Heimat- und Verschönerungsverein Brockum

### Regelmäßige Veranstaltungen
Der alljährlich im Oktober veranstaltete Brockumer Großmarkt lässt sich erstmals für das Jahr 1558 nachweisen. Der Markt ist eine Kombination aus Vergnügungsmarkt, Gewerbeschau, Landmaschinen- und Tourismusausstellung und hat jährlich ca. 200.000 Besucher. Den Abschluss des viertägigen Spektakels bildet der traditionelle Viehmarkt.

## Wirtschaft und Infrastruktur

### Verkehr
Westlich verläuft in unmittelbarer Nähe die Bundesstraße 51 Diepholz–Osnabrück.